# Stheneboea tuberculata
Stheneboea tuberculata är en insektsart som beskrevs av Kirby 1896. Stheneboea tuberculata ingår i släktet Stheneboea och familjen Phasmatidae. Inga underarter finns listade i Catalogue of Life.